# BS歴史館
『BS歴史館』（びーえすれきしかん）は、2011年4月10日から2014年3月13日（本放送）までNHK BSプレミアムで放送されていた教養番組である。本放送終了後も、翌日から2014年9月16日まで再放送が行われた。
放送時間は、初回以外の本放送は2011年9月23日までは毎週金曜 21:00 - 21:59 （日本標準時）、2011年10月13日からは毎週木曜 20:00 - 20:59 （日本標準時）。別の時間帯での再放送あり。

## 概要
『「いま」につながる歴史上の大事件、事象に光を当て徹底検証。新しい視点で歴史の新事実を浮かび上がらせる。各分野の歴史好きが集まり、歴史上の出来事や歴史上の人物を現代の目線で読み解いていく。「過去」を「現在」につなげる新しい歴史エンターティンメント』と謳う。

## 出演者
- 司会：渡辺真理
- ナレーター：奥田民義、佐々木蔵之介

このほか、毎回ゲストコメンテーターを数人招いている。

## 放送リスト

### 2011年度
※従前の下表を置換しています。
| タイトル                                                        | コメンテーター | 放送履歴 | 放送履歴 | 放送履歴      | 放送履歴      | 放送履歴 |
| タイトル                                                        | コメンテーター | 年       | 月日     | 曜            | 時間          | 回数     |
| --------------------------------------------------------------- | -------------- | -------- | -------- | ------------- | ------------- | -------- |
| シリーズ英国王室（１）ビクトリア女王 純愛が生んだ栄光           |                | 2011年   | 04月10日 | （日）        | 12:000-12:58  | 1        |
| シリーズ英国王室（１）ビクトリア女王 純愛が生んだ栄光           | 04月13日       | 2011年   | （水）   | 00:15 - 01:13 | 2             |          |
| シリーズ英国王室（１）ビクトリア女王 純愛が生んだ栄光           | 04月22日       | 2011年   | （金）   | 21:00 - 21:58 | 3             |          |
| シリーズ英国王室（１）ビクトリア女王 純愛が生んだ栄光           | 04月27日       | 2011年   | （水）   | 00:20 - 01:18 | 4             |          |
| シリーズ英国王室（１）ビクトリア女王 純愛が生んだ栄光           | 2013年         | 09月03日 | （火）   | 17:00 - 18:00 | 5             |          |
| シリーズ英国王室（２）エドワード８世 王冠を捨てた恋             |                | 2011年   | 04月15日 | （金）        | 21:00 - 21:58 | 1        |
| シリーズ英国王室（２）エドワード８世 王冠を捨てた恋             | 04月17日       | 2011年   | （日）   | 12:00 - 12:58 | 2             |          |
| シリーズ英国王室（２）エドワード８世 王冠を捨てた恋             | 05月08日       | 2011年   | （日）   | 12:00 - 13:00 | 3             |          |
| シリーズ英国王室（２）エドワード８世 王冠を捨てた恋             | 05月11日       | 2011年   | （水）   | 00:10 - 01:10 | 4             |          |
| シリーズ英国王室（２）エドワード８世 王冠を捨てた恋             | 2013年         | 09月10日 | （火）   | 17:00 - 17:57 | 5             |          |
| それはミズーリ号から始まった～日本の運命を分けた２日間～        |                | 2011年   | 05月13日 | （金）        | 21:00 - 21:58 | 1        |
| それはミズーリ号から始まった～日本の運命を分けた２日間～        | 06月03日       | 2011年   | （金）   | 21:00 - 21:58 | 2             |          |
| それはミズーリ号から始まった～日本の運命を分けた２日間～        | 06月08日       | 2011年   | （水）   | 00:25 - 01:23 | 3             |          |
| それはミズーリ号から始まった～日本の運命を分けた２日間～        | 08月05日       | 2011年   | （金）   | 21:00 - 21:58 | 4             |          |
| それはミズーリ号から始まった～日本の運命を分けた２日間～        | 12月08日       | 2011年   | （木）   | 00:00 - 00:58 | 5             |          |
| シリーズ ハリウッド１００年（１）「ローマの休日」               |                | 2011年   | 05月20日 | （金）        | 21:00 - 22:00 | 1        |
| シリーズ ハリウッド１００年（１）「ローマの休日」               | 05月22日       | 2011年   | （日）   | 12:00 - 12:58 | 2             |          |
| シリーズ ハリウッド１００年（１）「ローマの休日」               | 05月25日       | 2011年   | （水）   | 00:00 - 01:00 | 3             |          |
| シリーズ ハリウッド１００年（１）「ローマの休日」               | 06月24日       | 2011年   | （金）   | 21:00 - 21:58 | 4             |          |
| シリーズ ハリウッド１００年（１）「ローマの休日」               | 11月03日       | 2011年   | （木）   | 20:00 - 20:58 | 5             |          |
| シリーズ ハリウッド１００年（１）「ローマの休日」               | 11月06日       | 2011年   | （日）   | 12:00 - 12:58 | 6             |          |
| シリーズ ハリウッド１００年（２）「イージー・ライダー」         |                | 2011年   | 05月27日 | （金）        | 21:00 - 22:00 | 1        |
| シリーズ ハリウッド１００年（２）「イージー・ライダー」         | 05月29日       | 2011年   | （日）   | 12:00 - 12:58 | 2             |          |
| シリーズ ハリウッド１００年（２）「イージー・ライダー」         | 06月01日       | 2011年   | （水）   | 00:20 - 01:20 | 3             |          |
| シリーズ ハリウッド１００年（２）「イージー・ライダー」         | 07月15日       | 2011年   | （金）   | 21:00 - 21:58 | 4             |          |
| シリーズ ハリウッド１００年（２）「イージー・ライダー」         | 07月17日       | 2011年   | （日）   | 12:00 - 12:58 | 5             |          |
| シリーズ ハリウッド１００年（２）「イージー・ライダー」         | 07月20日       | 2011年   | （水）   | 00:00 - 00:58 | 6             |          |
| シリーズ “至宝”の外交史（１）「モナリザはなぜ海を渡ったのか？」 |                | 2011年   | 06月10日 | （金）        | 21:00 - 21:58 | 1        |
| シリーズ “至宝”の外交史（１）「モナリザはなぜ海を渡ったのか？」 | 06月12日       | 2011年   | （日）   | 12:00 - 12:58 | 2             |          |
| シリーズ “至宝”の外交史（１）「モナリザはなぜ海を渡ったのか？」 | 06月29日       | 2011年   | （水）   | 00:35 - 01:33 | 3             |          |
| シリーズ “至宝”の外交史（１）「モナリザはなぜ海を渡ったのか？」 | 2013年         | 07月02日 | （火）   | 17:00 - 17:58 | 4             |          |
| シリーズ “至宝”の外交史（２）「パンダ 中国最強の交渉カード      |                | 2011年   | 06月19日 | （日）        | 12:00 - 12:58 | 1        |
| シリーズ “至宝”の外交史（２）「パンダ 中国最強の交渉カード      | 06月22日       | 2011年   | （水）   | 00:05 - 01:03 | 2             |          |
| シリーズ “至宝”の外交史（２）「パンダ 中国最強の交渉カード      | 2013年         | 07月09日 | （火）   | 17:00 - 17:58 | 3             |          |
| 発見！戊辰戦争「幻の東北列藩・プロイセン連合」                  |                | 2011年   | 07月01日 | （金）        | 21:00 - 21:58 | 1        |
| 発見！戊辰戦争「幻の東北列藩・プロイセン連合」                  | 07月03日       | 2011年   | （日）   | 12:00 - 12:58 | 2             |          |
| 発見！戊辰戦争「幻の東北列藩・プロイセン連合」                  | 07月06日       | 2011年   | （水）   | 00:00 - 00:58 | 3             |          |
| 発見！戊辰戦争「幻の東北列藩・プロイセン連合」                  | 2013年         | 03月26日 | （火）   | 17:00 - 18:00 | 4             |          |
| 発見！戊辰戦争「幻の東北列藩・プロイセン連合」                  | 2013年         | 06月21日 | （金）   | 08:00 - 09:00 | 5             |          |
| 真相！龍馬暗殺の謎                                              |                | 2011年   | 07月08日 | （金）        | 21:00 - 22:00 | 1        |
| 真相！龍馬暗殺の謎                                              | 07月10日       | 2011年   | （日）   | 12:00 - 12:58 | 2             |          |
| 真相！龍馬暗殺の謎                                              | 07月13日       | 2011年   | （水）   | 00:00 - 00:58 | 3             |          |
| 真相！龍馬暗殺の謎                                              | 12月27日       | 2011年   | （火）   | 16:00 - 16:58 | 4             |          |
| 真相！龍馬暗殺の謎                                              | 2013年         | 04月02日 | （火）   | 17:00 - 18:00 | 5             |          |

| 日時     | タイトル                                                             | コメンテーター | 備考                                                                                                   |
| -------- | -------------------------------------------------------------------- | -------------- | --- |
| 4月10日  | シリーズ英国王室（１）ビクトリア女王 純愛が生んだ栄光                |                | 12時から。                                                                                             |
| 4月13日  | シリーズ英国王室（１）ビクトリア女王 純愛が生んだ栄光                |                | 0時15分から。                                                                                          |
| 4月15日  | シリーズ英国王室（２）エドワード８世 王冠を捨てた恋                  |                | 21時から。                                                                                             |
| 4月17日  | シリーズ英国王室（２）エドワード８世 王冠を捨てた恋                  |                | 12時から。                                                                                             |
| 4月22日  | シリーズ英国王室（１）ビクトリア女王 純愛が生んだ栄光                |                | 21時から。                                                                                             |
| 4月27日  | シリーズ英国王室（１）ビクトリア女王 純愛が生んだ栄光                |                | 0時20分から。2013年9月3日17時から。                                                                    |
| 5月8日   | シリーズ英国王室（２）エドワード８世 王冠を捨てた恋                  |                | 12時から。                                                                                             |
| 5月11日  | シリーズ英国王室（２）エドワード８世 王冠を捨てた恋                  |                | 0時10分から。2013年9月10日17時から。                                                                   |
| 5月13日  | それはミズーリ号から始まった～日本の運命を分けた２日間～             |                | 21時から。                                                                                             |
| 5月20日  | シリーズ ハリウッド１００年（１）「ローマの休日」                    |                | 21時から。                                                                                             |
| 5月22日  | シリーズ ハリウッド１００年（１）「ローマの休日」                    |                | 12時から。                                                                                             |
| 5月25日  | シリーズ ハリウッド１００年（１）「ローマの休日」                    |                | 0時から。                                                                                              |
| 5月27日  | シリーズ ハリウッド１００年（２）「イージー・ライダー」              |                | 21時から。                                                                                             |
| 5月29日  | シリーズ ハリウッド１００年（２）「イージー・ライダー」              |                | 12時から。                                                                                             |
| 6月1日   | シリーズ ハリウッド１００年（２）「イージー・ライダー」              |                | 0時20分から。                                                                                          |
| 6月3日   | それはミズーリ号から始まった～日本の運命を分けた２日間～             |                | 21時から。                                                                                             |
| 6月8日   | それはミズーリ号から始まった～日本の運命を分けた２日間～             |                | 0時25分から。                                                                                          |
| 6月10日  | シリーズ “至宝”の外交史（１）「モナリザはなぜ海を渡ったのか？」      |                | 21時から。                                                                                             |
| 6月12日  | シリーズ “至宝”の外交史（１）「モナリザはなぜ海を渡ったのか？」      |                | 12時から。                                                                                             |
| 6月19日  | シリーズ “至宝”の外交史（２）「パンダ 中国最強の交渉カード           |                | 12時から。                                                                                             |
| 6月22日  | シリーズ “至宝”の外交史（２）「パンダ 中国最強の交渉カード           |                | 0時5分から。2013年7月9日17時から。                                                                     |
| 6月24日  | シリーズ ハリウッド１００年（１）「ローマの休日」                    |                | 21時から。                                                                                             |
| 6月29日  | シリーズ “至宝”の外交史（１）「モナリザはなぜ海を渡ったのか？」      |                | 0時35分から。2013年7月2日17時から。                                                                    |
| 7月1日   | 発見！戊辰戦争「幻の東北列藩・プロイセン連合」                       |                | 21時から。                                                                                             |
| 7月3日   | 発見！戊辰戦争「幻の東北列藩・プロイセン連合」                       |                | 12時から。                                                                                             |
| 7月6日   | 発見！戊辰戦争「幻の東北列藩・プロイセン連合」                       |                | 0時から。2013年3月26日17時から4度目の放送。2013年6月21日8時から5度目の放送。                           |
| 7月8日   | 真相！龍馬暗殺の謎                                                   |                | 21時から。                                                                                             |
| 7月10日  | 真相！龍馬暗殺の謎                                                   |                | 12時から。                                                                                             |
| 7月13日  | 真相！龍馬暗殺の謎                                                   |                | 0時から。2013年4月2日17時から5度目の放送。                                                             |
| 7月15日  | シリーズ ハリウッド１００年（２）「イージー・ライダー」              |                | 21時から。                                                                                             |
| 7月17日  | シリーズ ハリウッド１００年（２）「イージー・ライダー」              |                | 12時から。                                                                                             |
| 7月20日  | シリーズ ハリウッド１００年（２）「イージー・ライダー」              |                | 0時から。                                                                                              |
| 7月22日  | 暗号名 ブロークン・アロー～隠された核兵器事故～                      |                | 21時から。                                                                                             |
| 7月24日  | 暗号名 ブロークン・アロー～隠された核兵器事故～                      |                | 2時から。2013年9月6日8時から再々放送。                                                                 |
| 7月29日  | アンデルセン 童話に隠された秘話                                      |                | 21時から。                                                                                             |
| 7月31日  | アンデルセン 童話に隠された秘話                                      |                | 12時から。                                                                                             |
| 8月3日   | アンデルセン 童話に隠された秘話                                      |                | 0時から。                                                                                              |
| 8月5日   | それはミズーリ号から始まった～日本の運命を分けた２日間～             |                | 21時から。                                                                                             |
| 8月26日  | 復興のカギは民にあり～幕末・安政の大地震に立ち向かった男～           |                | 21時から。                                                                                             |
| 8月31日  | 復興のカギは民にあり～幕末・安政の大地震に立ち向かった男～           |                | 0時15分から。                                                                                          |
| 9月2日   | シリーズ側近がみた独裁者ヒトラー（１）ヒトラーの影法師と呼ばれた男   |                | 21時から。                                                                                             |
| 9月4日   | シリーズ側近がみた独裁者ヒトラー（１）ヒトラーの影法師と呼ばれた男   |                | 12時から。                                                                                             |
| 9月8日   | シリーズ側近がみた独裁者ヒトラー（１）ヒトラーの影法師と呼ばれた男   |                | 0時から。                                                                                              |
| 9月9日   | シリーズ側近がみた独裁者ヒトラー（２）レニ・リーフェンシュタール     |                | 21時から。                                                                                             |
| 9月11日  | シリーズ側近がみた独裁者ヒトラー（２）レニ・リーフェンシュタール     |                | 12時から。                                                                                             |
| 9月14日  | シリーズ側近がみた独裁者ヒトラー（２）レニ・リーフェンシュタール     |                | 0時から。2013年8月16日8時から4度目の放送。                                                             |
| 9月16日  | シリーズあなたの常識大逆転！（１）「“お犬様”騒動 隠された真実」      |                | 21時から。                                                                                             |
| 9月21日  | シリーズあなたの常識大逆転！（１）「“お犬様”騒動 隠された真実」      |                | 0時から。2012年8月13日16時から。2013年5月7日17時から。                                                 |
| 9月23日  | シリーズあなたの常識大逆転！（２）「幕末・日本外交は弱腰にあらず」   |                | 21時から。                                                                                             |
| 9月25日  | シリーズあなたの常識大逆転！（２）「幕末・日本外交は弱腰にあらず」   |                | 12時から。                                                                                             |
| 9月28日  | シリーズあなたの常識大逆転！（２）「幕末・日本外交は弱腰にあらず」   |                | 0時25分から。                                                                                          |
| 10月6日  | 復興のカギは民にあり～幕末・安政の大地震に立ち向かった男～           |                | 0時20分から。                                                                                          |
| 10月13日 | 三国志”時代を超えた男の魅力（１）「世界を敵に回す覚悟はあるか？」    |                | 0時から。2013年1月11日8時から                                                                          |
| 10月13日 | 三国志”時代を超えた男の魅力（２）「こんな男に守られたい！関羽」      |                | 20時から。                                                                                             |
| 10月16日 | 三国志”時代を超えた男の魅力（２）「こんな男に守られたい！関羽」      |                | 12時から。                                                                                             |
| 10月20日 | 三国志”時代を超えた男の魅力（２）「こんな男に守られたい！関羽」      |                | 0時から。2013年1月18日8時から                                                                          |
| 10月20日 | シリーズ 激論！戦国の真実（１）「織田信長・本能寺の変の謎」          |                | 20時から。                                                                                             |
| 10月23日 | シリーズ 激論！戦国の真実（１）「織田信長・本能寺の変の謎」          |                | 12時から。                                                                                             |
| 10月27日 | シリーズ 激論！戦国の真実（１）「織田信長・本能寺の変の謎」          |                | 0時25分から。                                                                                          |
| 10月27日 | シリーズ 激論！戦国の真実（２）「華麗なる独眼竜・伊達政宗」          |                | 20時から。                                                                                             |
| 10月30日 | シリーズ 激論！戦国の真実（２）「華麗なる独眼竜・伊達政宗」          |                | 12時から。                                                                                             |
| 11月3日  | シリーズ ハリウッド１００年（１）「ローマの休日」                    |                | 20時から。                                                                                             |
| 11月6日  | シリーズ ハリウッド１００年（１）「ローマの休日」                    |                | 12時から。                                                                                             |
| 11月10日 | シリーズあなたの常識大逆転！（２）「幕末・日本外交は弱腰にあらず」   |                | 1時から。                                                                                              |
| 11月10日 | シリーズ 激論！戦国の真実（２）「華麗なる独眼竜・伊達政宗」          |                | 2時から。                                                                                              |
| 11月17日 | 美しく悲しい女の戦い～王妃たちの朝鮮王朝～                           |                | 2時20分から。                                                                                          |
| 11月18日 | 世界一華麗な母娘ゲンカ～アントワネットとテレジア 愛の往復書簡～      |                | 20時から。                                                                                             |
| 11月24日 | 世界一華麗な母娘ゲンカ～アントワネットとテレジア 愛の往復書簡～      |                | 0時から。                                                                                              |
| 11月18日 | 世界一華麗な母娘ゲンカ～アントワネットとテレジア 愛の往復書簡～      |                | 20時から。                                                                                             |
| 11月24日 | キュリー夫人と放射能の時代～人は原子の力とどう出会ったのか？～       |                | 20時から。                                                                                             |
| 12月1日  | キュリー夫人と放射能の時代～人は原子の力とどう出会ったのか？～       |                | 0時15分から。2013年9月17日17時から再々放送。                                                           |
| 12月4日  | 世界一華麗な母娘ゲンカ～アントワネットとテレジア 愛の往復書簡～      |                | 12時から。                                                                                             |
| 12月8日  | それはミズーリ号から始まった～日本の運命を分けた２日間～             |                | 0時から。                                                                                              |
| 12月8日  | 真珠湾への７日間～日米開戦・外交官たちの苦闘と誤算～                 |                | 20時から。                                                                                             |
| 12月15日 | 真珠湾への７日間～日米開戦・外交官たちの苦闘と誤算～                 |                | 1時50分から。2013年9月24日17時から再々放送。                                                           |
| 12月15日 | あなたの知らない忠臣蔵～常識逆転！武士道の真実～                     |                | 20時から。2013年8月20日17時から。                                                                      |
| 12月27日 | 真相！龍馬暗殺の謎                                                   |                | 16時から。4度目の放送。                                                                                |
| 12月28日 | シリーズあなたの常識大逆転！（２）「幕末・日本外交は弱腰にあらず」   |                | 16時から。2012年8月14日16時から。2013年5月14日17時から。                                               |
| 1月3日   | セレクション「美しく悲しい女の戦い～王妃たちの朝鮮王朝～」           |                | 0時15分から。                                                                                          |
| 1月3日   | セレクション「あなたの知らない忠臣蔵～常識逆転！武士道の真実～」     |                | 1時12分から。                                                                                          |
| 1月3日   | セレクション 激論！戦国の真実（１）「織田信長・本能寺の変の謎」      |                | 2時10分から。11月9日8時から。2013年7月16日17時から。                                                   |
| 1月3日   | セレクション 激論！戦国の真実（２）「華麗なる独眼竜・伊達政宗」      |                | 3時8分から。                                                                                           |
| 1月3日   | セレクション「真珠湾への７日間～日米開戦・外交官たちの苦闘と誤算～」 |                | 4時6分から。                                                                                           |
| 1月12日  | 現代アメリカはここから生まれた！～戦争指揮官リンカーン               |                | 0時から。2013年8月27日17時から再放送。                                                                 |
| 1月12日  | 新選組 時代を先駆けた最強軍団～近藤勇・新たなる真実～                |                | 20時から。                                                                                             |
| 1月19日  | 新選組 時代を先駆けた最強軍団～近藤勇・新たなる真実～                |                | 0時から。8月20日16時から再々放送。2013年1月4日8時から4度目の放送。2013年7月30日17時から5度目の放送。   |
| 1月19日  | シリーズ英雄伝説（１）「源義経 悲劇のヒーローはこうして生まれた」    |                | 20時から。                                                                                             |
| 1月22日  | シリーズ英雄伝説（１）「源義経 悲劇のヒーローはこうして生まれた」    |                | 12時から。                                                                                             |
| 1月26日  | シリーズ英雄伝説（１）「源義経 悲劇のヒーローはこうして生まれた」    |                | 0時2分から。                                                                                           |
| 1月26日  | シリーズ英雄伝説（２）「聖徳太子は実在したのか！？」                 |                | 20時から。                                                                                             |
| 2月2日   | 美しく悲しい女の戦い～王妃たちの朝鮮王朝～                           |                | 20時から。9月6日20時から再々放送。2013年9月14日8時30分から4度目の放送。                                |
| 2月9日   | シリーズ英雄伝説（２）「聖徳太子は実在したのか！？」                 |                | 0時から。                                                                                              |
| 2月9日   | 完全再現！川中島の戦い～上杉謙信ｖｓ．武田信玄 名勝負に迫る～        |                | 20時から。                                                                                             |
| 2月12日  | 完全再現！川中島の戦い～上杉謙信ｖｓ．武田信玄 名勝負に迫る～        |                | 12時から。                                                                                             |
| 2月16日  | 完全再現！川中島の戦い～上杉謙信ｖｓ．武田信玄 名勝負に迫る～        |                | 0時40分から。8月15日16時から4度目の放送。2013年1月7日17時から5度目の放送。4月30日17時から6度目の放送。 |
| 2月16日  | シリーズ 激論！戦国の真実（２）「華麗なる独眼竜・伊達政宗」          |                | 20時から。                                                                                             |
| 2月23日  | シリーズ 激論！戦国の真実（２）「華麗なる独眼竜・伊達政宗」          |                | 0時50分から。2013年7月23日17時から。                                                                   |
| 2月23日  | 大奥はこうして誕生した～お江ｖｓ．春日局 女の戦いに秘められた真実    |                | 20時から。                                                                                             |
| 2月26日  | 大奥はこうして誕生した～お江ｖｓ．春日局 女の戦いに秘められた真実    |                | 12時から。                                                                                             |
| 3月1日   | 大奥はこうして誕生した～お江ｖｓ．春日局 女の戦いに秘められた真実    |                | 0時40分から。5月10日20時から4度目の放送。2013年8月23日8時から5度目の放送。                             |
| 3月1日   | “源氏物語”誕生の秘密～千年の物語はスキャンダルから始まった           |                | 20時から。                                                                                             |
| 3月4日   | “源氏物語”誕生の秘密～千年の物語はスキャンダルから始まった           |                | 12時15分から。                                                                                         |
| 3月8日   | “源氏物語”誕生の秘密～千年の物語はスキャンダルから始まった           |                | 0時10分から。4月2日16時から4度目の放送。9月28日8時から5度目の放送。2013年10月4日8時から6度目の放送。   |
| 3月8日   | 復興のカギは民にあり～幕末・安政の大地震に立ち向かった男～           |                | 20時から。                                                                                             |
| 3月11日  | 復興のカギは民にあり～幕末・安政の大地震に立ち向かった男～           |                | 12時15分から。2013年9月20日8時から6度目の放送。                                                        |
| 3月15日  | 古代都市ポンペイの真実～新発見！５４体の人骨の謎～                   |                | 20時から。                                                                                             |
| 3月18日  | 古代都市ポンペイの真実～新発見！５４体の人骨の謎～                   |                | 12時から。10月1日17時から再々放送。                                                                    |
| 3月23日  | シリーズ英雄伝説（１）「源義経 悲劇のヒーローはこうして生まれた」    |                | 8時15分から。8月2日20時から。2013年6月4日17時から。                                                    |
| 3月26日  | シリーズ英雄伝説（２）「聖徳太子は実在したのか！？」                 |                | 16時から。2013年2月15日8時から。2013年8月2日8時から。                                                  |

### 2012年度
以下の放送リストでは、本放送と再放送の列に関して、（　）は再々放送以降の定時放送を、［　］は再々放送以降の定時放送で１週のみの放送回を示している。
特記がなければ、本放送は20時から、再放送は8時から、再々放送は16時から。
| 本放送     | 再放送     | 再々放送   | タイトル | コメンテーター | 備考 |
| ---------- | ---------- | ---------- | --- | --- | --- |
| 4月5日     | 4月6日     | 4月9日     | 平清盛 勝利のカギは経済戦略！～武士とお金の意外な物語～                                                       | | 5月6日17時から4度目の放送。7月9日16時から5度目の放送。                                                                      |
| 4月12日    | 4月13日    | 4月16日    | タイタニック １００年目の真実～何が生死を分けたのか～                                                         | | |
| 4月19日    | 4月20日    | 4月23日    | シリーズ・今いてほしい！？日本を変えたリーダーたち（１）西郷隆盛                                              | | 定時の再々放送は4度目の放送。再々放送は4月22日17時から。2013年6月14日8時から5度目の放送。2013年12月3日17時から6度目の放送。 |
| 4月26日    | 4月27日    | 4月29日    | シリーズ・今いてほしい！？日本を変えたリーダーたち（２）会津藩主・保科正之 ～知られざる名君”安心の世”を創る～ | 中村彰彦（作家）、黒鉄ヒロシ（漫画家）、磯田道史（静岡文化芸術大学 准教授）VTR出演：森谷冝暉（産業能率大学 名誉教授）、伊藤亨（伊那市役所 高遠町総合支所）、伊東義人（元高遠町長）、阿部綾子（福島県立博物館 学芸員）、間島勲（会津史学会 会長） | 再々放送は17時から。 |
| 5月3日     | 5月11日    |            | 帝国憲法はこうして誕生した～明治・夢と希望と国家ビジョン～                                                    | | 2月18日17時から再々放送。                                                                                                   |
| 5月17日    | 5月18日    | 5月20日    | 夢と野望のクリエーター１「平賀源内 江戸の最先端を突っ走れ」                                                   | | 再々放送は17時から。8月16日16時から4度目の放送。                                                                            |
| 5月24日    | 5月25日    | 6月3日     | 夢と野望のクリエーター２「井原西鶴好色と笑いのベストセラー作家」                                              | | 再放送は8時15分から。再々放送は17時から。8月17日16時から4度目の放送。2013年6月7日8時から5度目の放送。                       |
| 6月7日     | 6月8日     | 6月10日    | 古代史最大のミステリー 邪馬台国の魔力に迫る                                                                   | | 再々放送は15時から。7月6日8時から4度目の放送。8月9日20時から5度目の放送。2013年7月12日8時から6度目の放送。                  |
| 6月14日    | 6月15日    | 7月1日     | 炎の突撃！真田幸村 戦国最後の華～苦難を越える勇気～                                                           | | 再々放送は17時から。9月7日8時から4度目の放送。2013年1月28日17時から5度目の放送。2013年12月6日8時から6度目の放送。           |
| 6月21日    | 6月22日    | 7月8日     | 天才エジソンの真実～発明王が生んだ欲望の世紀～                                                                | | 再々放送は17時から。2013年12月13日8時から4度目の放送。                                                                      |
| (06月28日) | (06月29日) | (07月02日) | シリーズ・今いてほしい！？日本を変えたリーダーたち（２）保科正之                                              | | 再放送（5度目の放送）は8時15分から。初回は4月26日。2013年4月26日8時から7度目の放送。2013年12月10日17時から8度目の放送。     |
| 7月12日    | 7月13日    | 7月22日    | シリーズ世直しの夢１「大坂から江戸を撃つ！真説・大塩平八郎の乱」                                              | | 再々放送は17時から。2014年1月21日17時から4度目の放送。                                                                      |
| 7月19日    | 7月20日    | 7月23日    | シリーズ世直しの夢２「武器よさらば！～戦国を終わらせた島原の乱～」                                            | | 7月29日17時から4度目の放送。10月5日8時から5度目の放送。2014年1月28日17時から6度目の放送。                                   |
| 7月26日    | 7月27日    | 7月30日    | 鎌倉ミステリー・北条一族の陰謀～史上最強のナンバー２～                                                        | | 9月10日16時から4度目の放送。2013年12月20日8時から5度目の放送。                                                              |
| 8月23日    | 8月24日    | 8月27日    | ここまでわかった！？忍者の真実～乱世の影に忍びあり～                                                          | | 11月2日8時から4度目の放送。2013年3月29日8時から5度目の放送。2014年2月28日8時から6度目の放送。                               |
| 8月30日    |            | 9月3日     | スーパーティーチャー・吉田松陰～松下村塾は幕末の白熱教室だった！？                                            | | 再々放送は再放送。2014年3月7日8時から再々放送。                                                                             |
| 9月13日    | 9月14日    | 9月17日    | 戦国武将・決断のとき（１）関ヶ原の合戦「家康・最後に勝つ男の条件」                                            | | 11月27日17時から4度目の放送。2014年1月7日17時から5度目の放送。                                                              |
| 9月20日    | 9月21日    | 9月24日    | 戦国武将・決断のとき（２）桶狭間の戦い「信長・２７歳の一大挑戦」                                              | | 2014年1月14日17時から4度目の放送。                                                                                          |
| 10月4日    | 10月12日   |            | 伊能忠敬 “日本”を知らしめた男                                                                                 | | 2014年3月11日17時から再々放送。                                                                                             |
| 10月11日   | 10月19日   |            | シリーズ ヒーロー伝説（１）「土方歳三 疾走するラスト・サムライ」                                              | | 2013年9月27日8時から再々放送。                                                                                              |
| 10月18日   | 10月26日   |            | シリーズ ヒーロー伝説（２）「宮本武蔵 巌流島ミステリー」                                                      | | 2013年11月19日17時から再々放送。                                                                                            |
| 11月8日    | 11月16日   |            | 皇女和宮 史上最大のロイヤルウエディング                                                                       | | 2014年3月4日17時から再々放送。                                                                                              |
| 11月15日   | 11月23日   |            | 秀吉・天下取りへの必勝戦略～奇跡の“大返し”の謎～                                                              | | 2014年1月10日8時から再々放送。                                                                                              |
| 11月22日   | 11月30日   |            | 幕末大転換！逆境に活路を開け～横浜・生麦事件～                                                                | | 2014年2月4日17時から再々放送。                                                                                              |
| (11月29日) | (12月07日) |            | 伊能忠敬 “日本”を知らしめた男                                                                                 | | 3度目と4度目の放送。初回は10月4日。                                                                                         |
| 12月6日    | 12月14日   |            | ミッドウェー海戦 敗北が語る日本の弱点                                                                         | | 2014年3月18日17時から再々放送。                                                                                             |
| 12月13日   | 12月21日   |            | 妻よ！子よ！家族をめぐる忠臣蔵～大石内蔵助・究極の選択～                                                      | | 2013年12月27日8時から再々放送。                                                                                             |
| 12月20日   | 12月28日   |            | 源頼朝 夫婦げんかで築いた新たな日本                                                                           | | 2014年1月31日8時から再々放送。                                                                                              |
| (01月17日) | (01月25日) |            | シリーズ 激論！戦国の真実（２）「華麗なる独眼竜・伊達政宗」                                                   | | 初回は2011年10月27日。2013年4月16日17時から                                                                                 |
| 1月24日    | 2月1日     |            | 足利義満 空前の混乱に立ち向かった権力者                                                                       | | 2014年2月7日8時から再々放送。                                                                                               |
| 1月31日    | 2月8日     |            | 不屈の英雄アテルイ 古代東北の底力                                                                             | | |
| 2月14日    | 2月22日    |            | 壬申の乱 古代史最大の内乱が日本を築いた！                                                                     | | |
| 2月21日    | 3月1日     |            | 徹底検証 二・二六事件～日本をどう変えたのか？～                                                               | | 2014年2月25日17時から再々放送。                                                                                             |
| 2月28日    | 3月8日     |            | 井伊直弼 鬼か改革者か！？                                                                                     | | |
| 3月7日     | 3月15日    |            | 新島八重 逆境に生きるサムライ・ウーマン                                                                       | | 6月11日16時から再々放送。                                                                                                   |
| 3月14日    | 3月22日    |            | 平安京の闇のヒーロー 安倍晴明                                                                                 | | |
| 3月28日    | 4月5日     |            | 天明の飢饉（ききん） 災害復興が日本を変えた！                                                                 | | |

### 2013年度
| 本放送   | 再放送   | タイトル                                                              | コメンテーター               | 備考                       |
| -------- | -------- | --------------------------------------------------------------------- | ---------------------------- | -------------------------- |
| 4月4日   | 4月12日  | シリーズ 外圧（１）「蒙古襲来！空前の国難を救った“神風”」             |                              |                            |
| 4月11日  | 4月19日  | シリーズ 外圧（２）「衝撃！もうひとつの“黒船”」                       |                              |                            |
| 4月25日  | 5月3日   | 奇兵隊１５０年 疾走する幕末最強軍団                                   | 一坂太郎,童門冬二,高橋源一郎 | 11月5日17時から再々放送。  |
| 5月9日   | 5月17日  | 千利休 天下統一の陰で                                                 |                              | 12月30日20時から再々放送。 |
| 5月16日  | 5月24日  | 大名家の生き残り策（１）「突破７００年 島津家 退くことを知らず」      |                              | 10月1日17時から再々放送。  |
| 5月23日  | 5月31日  | 大名家の生き残り策（２）「長州藩・毛利家 大リストラからの復活劇」     |                              | 10月8日17時から再々放送。  |
| 6月20日  | 6月28日  | 江戸のスーパー日本人（１）関孝和 世界水準の“和算”を創り出した男       |                              |                            |
| 6月27日  | 7月5日   | 江戸のスーパー日本人（２）葛飾北斎 富士山を世界遺産にした男！？       |                              |                            |
| 7月11日  | 7月19日  | シリーズ 古代史ミステリー（１）「古事記～国家統一の物語～」           |                              |                            |
| 7月18日  | 7月26日  | シリーズ 古代史ミステリー（２）「古墳の宝発見！大王ワカタケルの真実」 |                              |                            |
| 8月1日   | 8月9日   | 大江戸・妖怪ブーム                                                    |                              |                            |
| 8月22日  | 8月30日  | 龍馬のラストメッセージ～暗殺直前！幻の国家プラン～                    |                              | 11月14日16時から再々放送。 |
| 9月5日   | 9月13日  | 関東大震災９０年～“防災”に賭けた二人の男～                            |                              |                            |
| 10月3日  | 10月11日 | 上杉謙信 天下取りの方程式を見つけろ！                                 |                              |                            |
| 10月10日 | 10月18日 | シリーズ 日本の転換点（１）「京都炎上！応仁の乱」                     |                              |                            |
| 10月17日 | 10月25日 | シリーズ 日本の転換点（２）「東京遷都 マル秘 大作戦」                 |                              |                            |
| 11月14日 | 11月22日 | シリーズ日本のインパクト（１）「鉄砲伝来～最強兵器が時代を変えた」    |                              |                            |
| 11月21日 | 11月29日 | シリーズ日本のインパクト（２）仏教伝来～古代ニッポンの文明開化！？    |                              |                            |
| 12月5日  | 12月17日 | 日本のフィクサー（１）岩倉具視 中央突破！めげない乱世のプランナー     |                              | 再放送は17時から。         |
| 12月12日 | 12月24日 | シリーズ 日本のフィクサー（２）「藤原氏 日本の権力構造のルーツ」      |                              | 再放送は17時から。         |
| 1月9日   | 1月17日  | 江戸のスーパー変革者（１）「松尾芭蕉～１７文字で日本を変えた男～」    |                              |                            |
| 1月16日  | 1月24日  | 江戸のスーパー変革者（２）「心の壁を打ち破れ！ 上杉鷹山」             |                              |                            |
| 2月6日   | 2月14日  | もうひとつの幕末維新（１）「芸者おもてなしパワー！」                  |                              |                            |
| 2月13日  | 2月21日  | もうひとつの幕末維新（２）「スーパー留学生 長州ファイブ」             |                              |                            |
| 3月6日   | 3月14日  | 反逆者か？英雄か？ 日本の海賊・知られざる真実                         |                              |                            |
| 3月13日  | 3月21日  | 疾走！足利尊氏 南北朝の扉を開く！？                                   |                              |                            |